# 稲垣則茂
稲垣 則茂（いながき のりしげ）は、江戸時代前期の武将。牧野家の家臣。稲垣家（平助家）初代。

## 略歴
上野国伊勢崎藩初代藩主・稲垣長茂の次男として誕生した。
上野大胡藩2代藩主・牧野忠成に仕え、大坂夏の陣では戦功を挙げた。そのため大胡藩の筆頭家老に任じられて家臣団の第1グループである平助組を主導した。元和2年（1616年）7月の越後国長峰藩移封では城地整備の責任者を務めた。元和4年（1618年）の越後長岡藩移封でも城地整備の責任者を務めた。その功により、3村2400石を与えられている。忠成の五男・忠清を養子に迎えていたが、後に実子に恵まれている。
寛文5年（1665年）、死去。